# Rackspace
Rackspace Technology, Inc. 是一間位於美國德薩斯州溫克雷斯特的美國雲端運算管理公司。公司亦於維珍尼亞州黑堡和德薩斯州柯士甸，以及澳洲、英國、印度、瑞士、荷蘭、德國、新加坡、墨西哥、香港等地設有辦事處。其數據中心位於德薩斯州、芝加哥、堪薩斯城、維珍尼亞州、英國、德國、澳洲和香港。
Rackspace於2008年上市，2016年被Apollo Global Management LLC收購並私有化。
2020年6月，公司易名為Rackspace Technology。同年8月，Rackspace Technology再次以RXT標誌在納斯達克市場上市。

## 歷史
1996年，Richard Yoo 在其位於德薩斯州聖安東尼奧的車庫公寓創立小型互聯網服務供應商 Cymitar Network Systems。該公司除了提供基本的互聯網和網頁寄存服務，亦開始進行應用程式開發工作。1997年，Yoo邀請Dirk Elmendorf加入公司。後來，公司決定以開發互聯網應用程式作為主要業務，並且改組為Cymitar Technology Group。隨著Cymitar Technology Group的發展，Patrick Condon於1998年受聘從加州加入團隊。巧合的是，公司的三位創始人都是聖安東尼奧三一大學的學生。
2008年，Rackspace將總部從Datapoint Corporation曾經租用的建築物搬到位於德薩斯州溫克雷斯特且其後空置的溫莎公園購物中心。Rackspace的董事長Graham Weston在購物中心擁有Montgomery Ward building，直至2006年他將其出售予發展商。溫克雷斯特市在購物中心以南購入111英畝（0.45 km2），以建立一座住宅及零售綜合大樓。該設施位於羅斯福高中旁邊，許多該校學生均在Rackspace實習。

美國《財富》雜誌的「 2008年度最適宜工作的100家公司(Top 100 Best Companies to Work)」將Rackspace列入第32位，這是Rackspace第一年參與該評選。公司的透明度備受讚賞。定期舉行的「公開」會議，讓高層領導與所有員工分享深入的財務資訊。在2011年和2013年，公司被《財富》評為最適宜工作的100家公司之一。

2017年5月，行政總裁Taylor Rhodes宣布，他將於5月16日離開公司，前往另一個城市的一家較小的私營公司工作。2017年5月，Rackspace任命Joe Eazor為新任行政總裁。2019年4月，公司任命Kevin Jones為新任行政總裁。

2020年6月，公司易名為Rackspace Technology。

## 收購
2008年10月22日，Rackspace宣布收購雲端儲存供應商Jungle Disk和VPS供應商SliceHost。

2012年2月16日，Rackspace收購位於俄亥俄州辛辛那提的Microsoft SharePoint顧問公司SharePoint911。

2017年5月25日，Rackspace宣布一項收購TriCore Solutions的協議。

2017年9月11日，Rackspace宣布收購Datapipe 的計劃。

2018年9月17日，Rackspace宣布已收購RelationEdge。

2019年11月4日，Rackspace宣布收購Onica的計劃。

其他收購包括 Cloudkick、Anso Labs, 、Mailgun、ObjectRocket、Exceptional Cloud Services及 ZeroVM。